# اوپا-لوکا (فلوریدا)
اوپا-لوکا (به انگلیسی: Opa-locka) شهری در شهرستان میامی-دید ایالت فلوریدا است که در سال ۱۹۲۶ بنیان‌گذاری شده‌است. این شهر طبق سرشماری سال ۲۰۱۰ میلادی، ۱۵٬۲۱۹ نفر جمعیت داشته و مساحت آن نیز ۱۱٫۶ کیلومتر مربع است.